# 多花秋海棠
多花秋海棠（学名：Begonia floribunda）是秋海棠科秋海棠属的植物。分布在中国大陆的广西等地，生长于海拔230米的地区，常生长在山地的林阴下，目前尚未由人工引种栽培。